# Eesti Laul 2010
La seconda edizione dell'Eesti Laul si è svolta il 12 marzo 2010 e ha selezionato il rappresentante dell'Estonia all'Eurovision Song Contest 2010 a Oslo, in Norvegia.
I vincitori sono stati i Malcolm Lincoln con Siren.

## Organizzazione
A causa delle forti difficoltà finanziarie in cui si trovava l'emittente Eesti Rahvusringhääling (ERR), la partecipazione dell'Estonia all'Eurovision Song Contest 2010 è stata a lungo dubbia: ad ottobre era stato comunicato che a causa del taglio del 7% del budget operato dal governo estone nei confronti di ERR, il paese non avrebbe probabilmente avuto fondi necessari per essere presente ad Oslo, ma il 6 novembre la Enterprise Estonia Foundation ha donato 1500000 corone (95000 €), che con le 300000 corone  (20000 €) stanziate da ERR hanno permesso la partecipazione estone alla manifestazione europea.
Il successivo 16 novembre è stata confermata l'organizzazione della seconda edizione dell'Eesti Laul, il nuovo metodo di selezione nazionale estone, per selezionare il proprio rappresentante; dal medesimo giorno, l'emittente ha dato la possibilità agli aspiranti partecipanti di inviare i propri brani entro il 7 gennaio 2010, con la condizione che fossero cittadini o residenti permanenti in Estonia.
La competizione si è tenuta in un'unica serata il 12 marzo 2010 presso il Nokia Concert Hall di Tallinn, e ha visto 10 artisti sfidarsi per la possibilità di rappresentare l'Estonia all'Eurovision Song Contest 2010. Durante la serata il voto della giuria e televoto hanno decretato i due finalisti in una prima fase, mentre il solo voto del pubblico ha selezionato il vincitore nel secondo round.

## Partecipanti
L'emittente ERR, con l'ausilio di una giuria tecnica composta da 11 membri, ha selezionato i 10 partecipanti fra le 155 proposte ricevute. Tra i concorrenti figurano Lenna Kuurmaa e Piret Järvis (voce dei Disko 4000), che hanno precedentemente rappresentato la Svizzera all'Eurovision Song Contest 2005 come parte delle Vanilla Ninja.
Nikita Bogdanov, inizialmente confermato come uno dei partecipanti con Made Me Cry, è stato squalificato il 20 dicembre 2009 poiché il brano è stato pubblicato prima del 1º settembre 2009, andando contro il regolamento del concorso europeo; è stato sostituito dai Malcolm Lincoln con Siren.
| Artista                   | Brano                 | Lingua  | Compositore                                                          |
| ------------------------- | --------------------- | ------- | -------------------------------------------------------------------- |
| 3 Pead                    | Poolel teel           | Estone  | Janek Murd, Erkki Tero                                               |
| Disko 4000                | Ei usu                | Estone  | Piret Järvis, Sander Loite, Paul Oja Kallervo Karu                   |
| Groundhog Day             | Teiste seest kõigile  | Estone  | Tõnn Tobrelut, Tauno Tamm, Keio Münti, Indrek Mällo                  |
| Iiris Vesik               | Astronaut             | Inglese | Iiris Vesik, Ago Teppand                                             |
| Lenna Kuurmaa             | Rapunzel              | Inglese | Vaiko Eplik                                                          |
| Malcolm Lincoln           | Siren                 | Inglese | Robin Juhkental                                                      |
| Marten Kuningas & Mahavok | Oota mind veel        | Estone  | Heini Vaikmaa, Oskar Ove                                             |
| Mimicry                   | New                   | Inglese | Timmo Linnas, Kaspar Ehlvest, Ivar Kaine, Kene Vernik, Paul Lepasson |
| Nikita Bogdanov           | Made Me Cry           | Inglese | Nikita Bogdanov                                                      |
| Tiiu Kiik                 | The One and Only Love | Inglese | Tiiu Kiik                                                            |
| Violina feat. Rolf Junior | Maagiline päev        | Estone  | Mihkel Mattisen, Timo Vendt, Rolf Roosalu, Liis Lass                 |

## Finale
La finale si è svolta il 12 marzo 2010 al Nokia Concert Hall di Tallinn, ed è stato presentata da Ott Sepp e Märt Avandi. L'ordine d'esibizione è stato reso noto il 3 marzo 2010.
Durante la serata si sono esibiti le Urban Symphony, rappresentanti dell'Estonia all'Eurovision Song Contest 2009, e i Metsatöll.
In seguito alla somma delle votazioni Lenna Kuurmaa ed i Malcolm Lincoln & Manpower 4, hanno avuto accesso alla superfinale, dove il televoto ha proclamato i Malcolm Lincoln & Manpower 4 con Siren vincitori della manifestazione.
| #  | Artista                   | Titolo                | Punteggio | Punteggio | Punteggio | Punteggio | Punteggio | Posizione |
| #  | Artista                   | Titolo                | Giuria    | Giuria    | Televoto  | Televoto  | Totale    | Posizione |
| -- | ------------------------- | --------------------- | --------- | --------- | --------- | --------- | --------- | --------- |
| 1  | 3 Pead                    | Poolel teel           | 43        | 2         | 348       | 1         | 3         | 10        |
| 2  | Marten Kuningas & Mahavok | Oota mind veel        | 67        | 7         | 1 195     | 5         | 12        | 5         |
| 3  | Mimicry                   | New                   | 33        | 1         | 851       | 4         | 5         | 8         |
| 4  | Tiiu Kiik                 | The One and Only Love | 44        | 3         | 636       | 2         | 5         | 9         |
| 5  | Violina feat. Rolf Junior | Maagiline päev        | 83        | 9         | 2 586     | 8         | 17        | 3         |
| 6  | Disko 4000                | Ei usu                | 48        | 4         | 657       | 3         | 7         | 7         |
| 7  | Iiris Vesik               | Astronaut             | 64        | 6         | 1 792     | 7         | 13        | 4         |
| 8  | Lenna Kuurmaa             | Rapunzel              | 101       | 10        | 4 484     | 10        | 20        | 1         |
| 9  | Groundhog Day             | Teiste seest kõigile  | 48        | 5         | 1 790     | 6         | 11        | 6         |
| 10 | Malcolm Lincoln           | Siren                 | 74        | 8         | 4 465     | 9         | 17        | 2         |

### Superfinale
| # | Artista         | Titolo   | Televoto | Televoto | Posizione |
| - | --------------- | -------- | -------- | -------- | --------- |
| 1 | Malcolm Lincoln | Siren    | 12 001   | 54,00%   | 1         |
| 2 | Lenna Kuurmaa   | Rapunzel | 10 223   | 46,00%   | 2         |

## All'Eurovision Song Contest
L'Estonia ha gareggiato nella prima semifinale, il 25 maggio, e si è classificata 14ª, non accedendo alla finale.